# Grzegorz Kuświk
Grzegorz Kuświk (* 23. května 1987) je polský fotbalový útočník, momentálně hrající za polský celek Zenit Międzybórz.